# Kék galamb

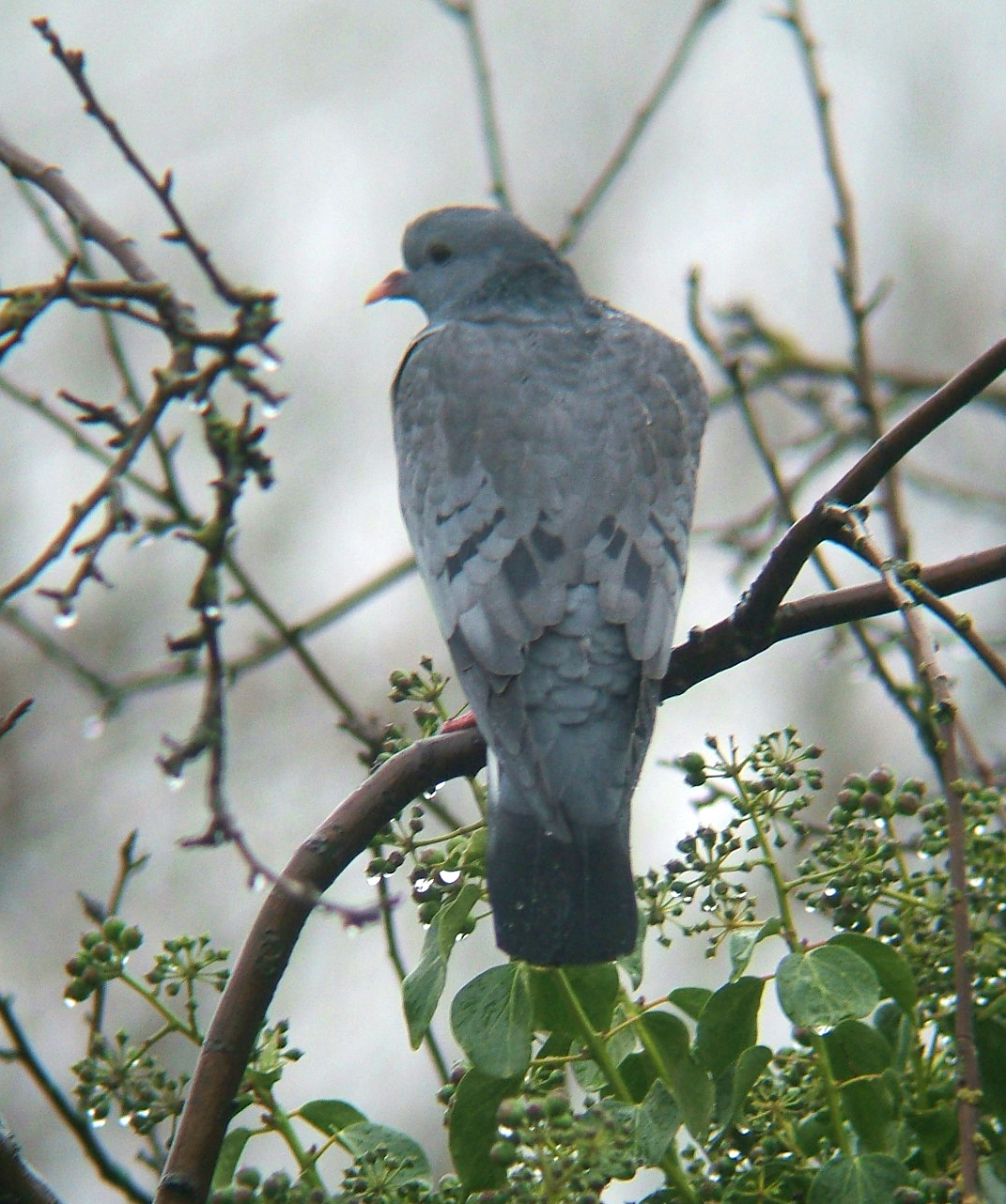
Kék galamb egy angliai madáretetőn

A kék galamb (Columba oenas) a madarak osztályának galambalakúak (Columbiformes) rendjébe és a galambfélék (Columbidae) családjába tartozó faj.

## Előfordulása
Európában és Ázsia nyugati részén honos. Hegyvidéki bükkösök, öreg tölgyesek közt érzi jól magát, a modern erdőgazdálkodás nem kedvez neki, ezért állománya fogyatkozó.

## Alfajai
- Columba oenas hyrcana
- Columba oenas oenas Linnaeus, 1758
- Columba oenas yarkandensis Buturlin, 1908

## Megjelenése
Testhossza 32–34 centiméter, szárnyfesztávolsága 63–69 centiméter, testtömege pedig 250–350 gramm közötti. Tollazatára a szürkéskék szín a jellemző. Nyakán csillogó kék folt található.

## Életmódja
Magvakkal, bogyókkal és a tölgy makkjával táplálkozik. Megfelelő körülmények között állandó, de rövidtávra vonul.

## Szaporodása

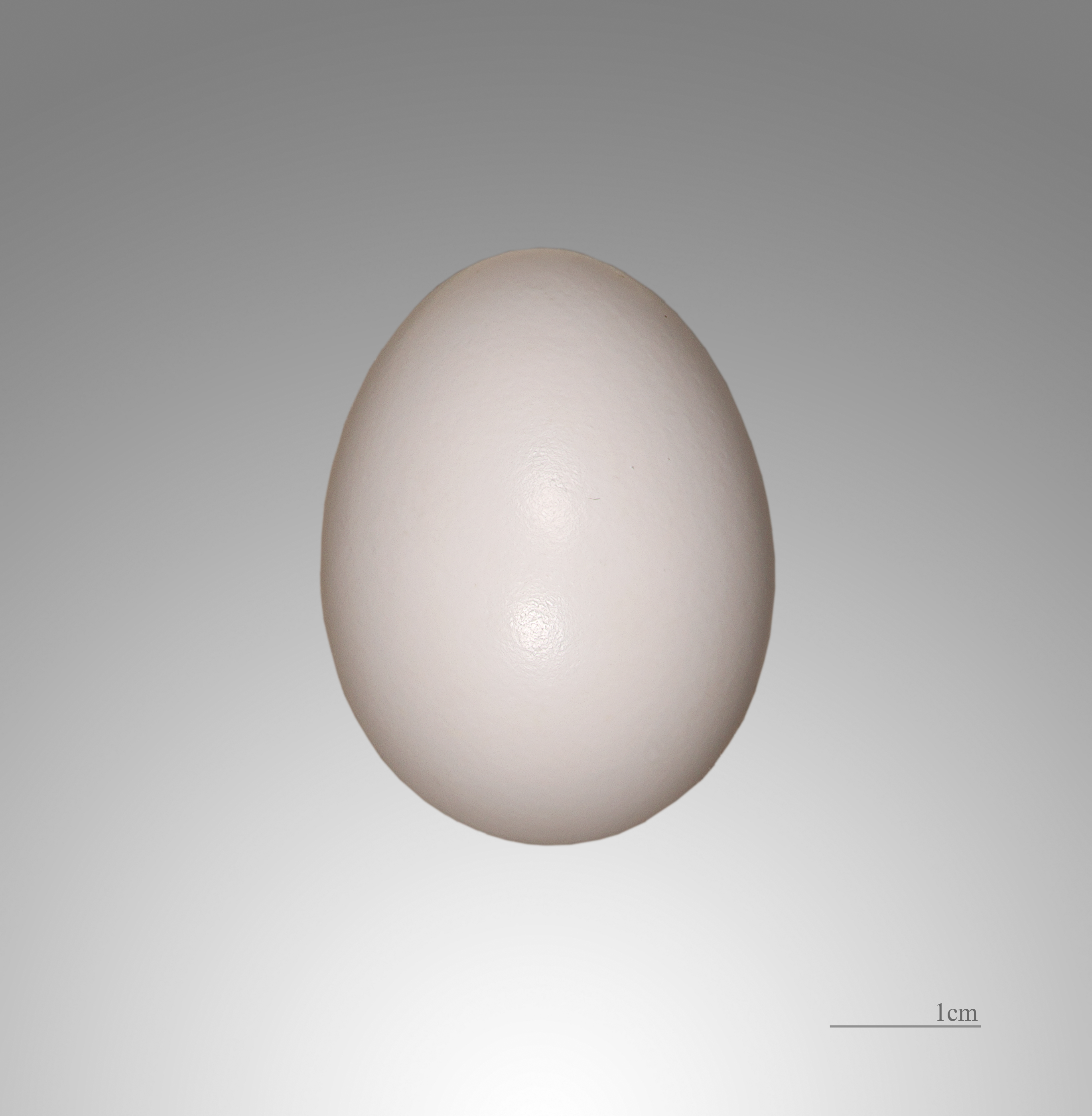
Kék galamb tojása

Erdőkben, odúban fészkel. Ha teheti, a fekete harkály által készített odúban rendezkedik be. Fészekalja 2 tojásból áll. A szülők 16-17 napig felváltva kotlanak, a kikelés után a fiókákat begytejjel etetik. A fiatal madarak 28-29 nap után repülnek ki.

## Kárpát-medencei előfordulása
Magyarországon rendszeres fészkelő. Februártól novemberig tartózkodik az erdőkben, de néha áttelel.